# 마르그리트 뒤라스
마르그리트 도나디외(Marguerite Donnadieu)는 필명인 마르그리트 뒤라스(Marguerite Duras, 1914년 4월 4일 ~ 1996년 3월 3일)로 잘 알려진 프랑스의 작가이자 영화 감독이다.
베트남 사이공 근교 지아딘에서 태어났으며, 17세 때 프랑스로 돌아가 파리 소르본 대학교에서 법률·수학·정치학을 수학했다. 좌익 운동에 흥미를 느껴 10년 동안 공산당원으로 일하기도 했다. 초기에는 네오 리얼리즘 소설을 썼다. 초기작으로 《중요한 생활》(1944), 《태평양 방파제》(1950), 《지브롤터의 수부 (水夫)》(1952) 이후부터는 보다 추상적인 심리 소설의 방향으로 기울어지고 《모데라토 칸타빌레》(1958), 《여름밤의 10시 반》(1960), 《앙네스마 씨의 오후》(1962), 《롤라 V. 스타인의 환희》(1964) 등 독자적인 사랑의 세계를 묘사하고 있다. 1984년에 발표한 《연인》은 1992년에 장자크 아노가 감독을 맡고, 제인 마치와 양가휘가 주연을 맡은 영화로 제작되었다.
심리 묘사나 암시적인 회화의 사용에 의해 인간의 정열·사랑·행동의 심연 (深淵) 에 대한 미묘한 관계를 추구한다. 누보로망의 작가이지만 오히려 전통적인 프랑스 심리 소설의 계승자라 볼 수도 있다.

## 작품 목록

### 영화
- 히로시마 내 사랑 (1959) - 각본
- La Musica (1967) - 연출
- 파괴하라, 그녀는 말한다 (1969) - 연출
- 나탈리 그랑제 (1972) - 연출
- 인디아 송 (1975) - 연출
- 캘커타 사막의 베니스라는 그의 이름 (1976) - 연출
- 트럭 (1977) - 연출
- 아이들 / 칠드런 (1984) - 연출